# Buffalo buffalo Buffalo buffalo buffalo buffalo Buffalo buffalo

Syntaxisboom:
PN = eigennaam (proper noun)
N = zelfstandig naamwoord (noun)
V = werkwoord (verb)
NP = naamwoordgroep (noun phrase)
RC = betrekkelijke bijzin (relative clause)
VP = verbale constituent (verb phrase)
S = zin (sentence)

"Buffalo buffalo Buffalo buffalo buffalo buffalo Buffalo buffalo" is een grammaticaal correcte zin in het Engels.
Deze zin wordt gebruikt als voorbeeld van hoe homoniemen en homofonen kunnen worden gebruikt om ingewikkelde taalkundige constructies te creëren. Hij is in de literatuur bekend sinds 1972, toen de zin werd gebruikt door William J. Rapaport, een universitair hoofddocent aan de Universiteit van Buffalo.
In 1992 werd de zin door Rapaport gepubliceerd op de Linguist List en hij wordt ook gebruikt in het boek The Language Instinct van Steven Pinker uit 1994.
De zin lijkt op het eerste gezicht onduidelijk, maar wordt helderder als het volgende in acht wordt genomen: de zin maakt gebruik van de betekenis van het dier de bison ("buffalo" is niet alleen enkelvoud, maar ook een meervoudsvorm), maar ook van de plaatsnaam Buffalo en het weinig gebruikte woord voor pesten "to buffalo". 
De zin wordt dan vertaald ongeveer als volgt: Uit Buffalo afkomstige bisons, die door andere bisons uit Buffalo gepest worden, pesten bisons uit Buffalo.
De zinsconstructie kan ook verduidelijkt worden door de dieren, de stad en het werkwoord te vervangen door respectievelijk "cow", "Detroit" en "to bully": Detroit cows (that) Detroit cows bully, bully Detroit cows.
Een Nederlands equivalent is "Als in Bergen bergen bergen bergen bergen bergen, bergen bergen bergen bergen bergen". (Kees Torn) Veronderstel hierbij dat een berg een hele boel (of bergen) bergen kan bergen. Daarnaast is Bergen de naam van een stadje.